# Oregon Route 164
Az Oregon Route 164 (OR-164) egy oregoni állami országút, amely észak–déli irányban az Interstate 5 és a 99E út közös szakaszának millersburgi csomópontjától az utak Jeffersontól északnyugatra fekvő felhajtójáig halad.
A szakasz Jefferson Highway No. 164 néven is ismert.

## Leírás
Az útvonal Millersburgtól északkeletre, az Interstate 5 és a 99-es út közös szakaszának sciói lehajtójánál kezdődik. A pálya enyhén északkelet felé haladva a Santiam-folyó keresztezését követően Jeffersonba érkezik. Az út a folyó után északra fordul, majd a helyi gimnáziumhoz vezető északkeleti Talbot utcát elhagyva északnyugati irányt vesz, majd a Hochspeier utat kelet felől félkör alakban megkerülve újra az autópályába csatlakozik.